# Time Squad
Time Squad is een Amerikaanse animatieserie uit 2001, gecreëerd door David Wasson. De serie telt 2 seizoenen met in totaal 26 afleveringen, en werd uitgezonden op Cartoon Network.

## Het verhaal
Het verhaal speelt zich af in het jaar 100.000.000 (honderd miljoen). In de verre toekomst is de aarde één grote supernatie zonder landen of staten. In een satelliet wonen drie tijdagenten (Larry 3000, Buck Tuddrussell en Otto) die het verleden bedwingen om de toekomst te beschermen. Wordt het verleden veranderd, dan verandert niet alleen het verleden maar ook de toekomst en de tijdslijn.

## Personages

### Buck Tuddrussel
Tuddrussel is volwassen, maar hij gedraagt zich niet echt naar zijn leeftijd. Hij weet bijna niets van geschiedenis. Hij denkt dat hij zijn problemen kan oplossen door mensen in elkaar te beuken. Zijn stem werd gedaan door Rob Paulsen en in het Nederlands door Victor van Swaay.

### Larry 3000
Larry is een robot. Hij weet meer van wereldculturen dan geschiedenis. Hij doet ook huishouden in de satelliet. Zijn stem werd gedaan door Mark Hamill en in het Nederlands door Bram Bart.

### Otto
Otto is een weeskind. Op een dag toen Tuddrussell en Larry op zoek waren naar Eli Whitney vonden ze Otto. Eerst dacht Tuddrussell dat hij Eli Whitney was. Omdat Otto veel wist van geschiedenis adopteerden ze hem. Zijn stem werd gedaan door Pamela Adlon en in het Nederlands door Jody Pijper.